# Plymouth (Vermont)
Plymouth – miasto w Stanach Zjednoczonych, w stanie Vermont, w hrabstwie Windsor.